# Bernard Bardon de Brun
Bernard Bardon de Brun, né en 1566 et mort en 1625, est un avocat limousin, figure de la Réforme catholique à Limoges, prêtre et mystique à la fin de sa vie et vénérable de l'Église catholique.

## Biographie
Bernard Bardon est né en 1566 selon sa biographie. On ne sait pas comment « de Brun » est ajouté à son patronyme. Il est le fils d'Antoine Bardon, avocat du roi au présidial de Limoges et de Marie Lascure, une famille de notables. Il étudie la théologie, sans doute à la Sorbonne, et le droit à Toulouse. Il s'installe comme avocat à Limoges et épouse en 1597 Doucette Desmaisons, issue comme lui d'une famille de magistrats. Ils n'ont pas d'enfant.

### Un militant de la Réforme catholique

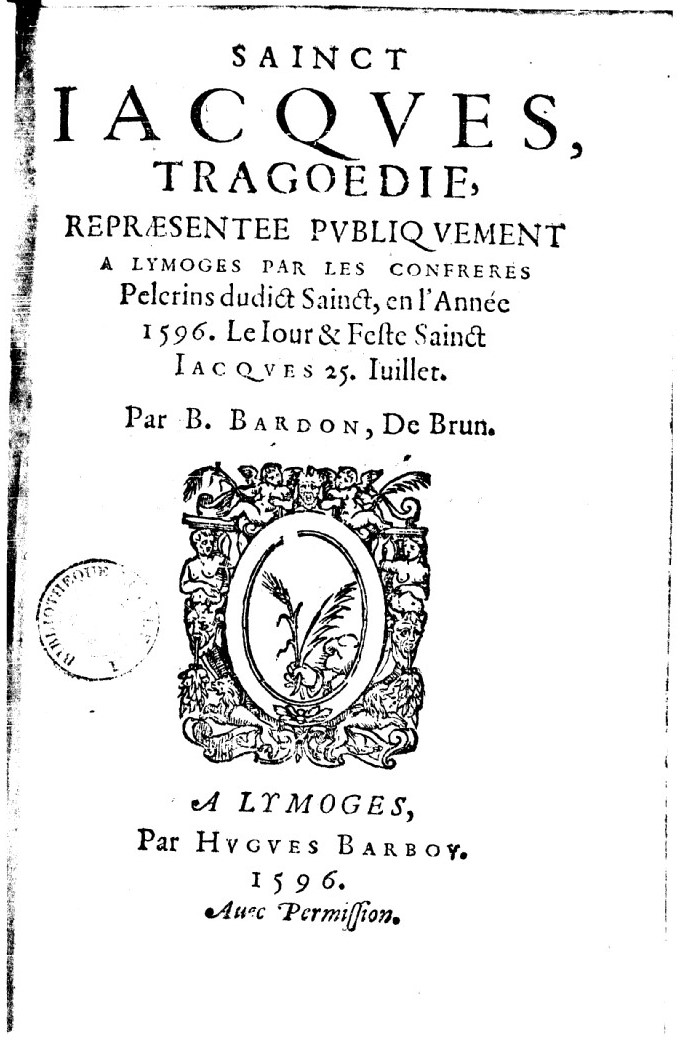
Page de titre de Sainct Jacques, tragédie de Bernard Bardon de Brun, 1596.

En 1596, Bernard Bardon écrit une tragédie religieuse intitulée Sainct Jacques. Elle est représentée à Limoges à deux occasions, le dimanche 25 juillet 1596, jour de la Saint-Jacques, et le 8 juin 1597, pour la réception du duc d'Épernon comme lieutenant général en Limousin. Elle retrace la vie de saint Jacques. Selon ce récit, il part de Jérusalem pour l'Espagne, en passant par Paris et Limoges, convertit quelques personnes en Espagne, mais repart parce que le peuple lui est hostile et revient en Samarie où il est martyrisé. C'est une pièce polémique, où on reconnaît à la fois les combats des chrétiens contre les musulmans et la lutte des catholiques contre les protestants. Elle est dirigée en particulier contre Théodore de Bèze, Calvin et Luther.
La pièce, dont les acteurs font partie de la confrérie de Saint-Jacques de Limoges, est jouée une semaine après le retour officiel des ligueurs limougeauds dans la ville. Ils se sont soulevés le 15 octobre 1589, à l'instigation de l'évêque Henri de La Marthonie. L'émeute a été violente et violemment matée par des condamnations à mort et des bannissements. Le conflit se termine par une amnistie royale accordée aux bannis en février 1596. Ils reviennent en cortège solennel dans la ville le 18 juillet et assistent à un Te Deum à la cathédrale avec les partisans du roi. Ainsi, la ville met en scène la réconciliation entre les ligueurs, les partisans du roi et les réformés. La tragédie de Bernard Bardon, au contraire, attise les conflits et contrecarre la politique d'apaisement. Il est un militant de la reconquête catholique.
En 1597, il est un des rédacteurs — peut-être le seul — des statuts de la confrérie des pénitents noirs de Limoges. Il accueille la même année deux jésuites, qu'il aide à fonder un collège l'année suivante. En 1616, il fonde une association d'entraide de prêtres. Il soutient l'installation à Limoges de carmélites et 1616 et de feuillants en 1624.

### Pauvreté et mysticisme
Après la mort de son épouse en 1611, Bernard Bardon devient prêtre en 1615 et choisit de s'isoler du monde. Selon ses biographes, et en premier lieu Pierre Talois dans l'éloge funèbre prononcé le jour des funérailles de Bernard Bardon, il mène déjà une vie religieuse en état de mariage. D'après leurs récits, il convertit sa femme, présentée comme d'abord frivole, aux vertus chrétiennes. Elle vit dans la dévotion et l'aide aux pauvres et aux malades et finalement meurt d'une maladie attrapée en les côtoyant, alors que lui-même, en tant qu'avocat, défend aussi les pauvres. Les textes présentent le couple comme vivant dans la continence.
Devenu veuf, Bernard Bardon devient de plus en plus ascète. Il vit dans une pièce isolée sans meuble autre qu'un mauvais lit, s'inflige des châtiments corporels, jeûne très souvent. Ses souffrances ont pour objet d'imiter celles du Christ. Ses exercices religieux, ses longues prières publiques, son comportement général sont d'abord désapprouvés, notamment par sa famille. Quand il se présente très mal habillé au départ d'une procession destinée à implorer Dieu de faire cesser les intempéries, ses proches réussissent à faire annuler l'événement pour éviter la honte publique. Mais comme il fait le trajet seul et que les intempéries cessent, l'amélioration lui est imputée. Il est de moins en moins considéré comme un insensé et de plus en plus comme un saint, une figure mystique en marge du monde mais proche de Dieu.
Abandonnant tous ses biens, il devient volontairement pauvre, et, dans son geste d'abandon à Dieu, fait preuve d'humilité, supportant les moqueries avec indifférence ou compassion. Il apparaît comme un intercesseur divin, qui donne des conseils et a des dons de clairvoyance. On lui attribue des miracles de guérison. Il meurt un dimanche, à l'heure de la messe. Pour les gens présents, il meurt en odeur de sainteté. Il subit un véritable processus de canonisation populaire. Dès sa mort, des habitants cherchent à récupérer des reliques, cheveux ou ongles. Son corps est l'objet d'un conflit entre des congrégations religieuses et les prêtres de la paroisse de Saint-Pierre du Queyroix, qui, finalement, s'en saisissent et l'enterrent dans leur église. Cette sépulture permet d'attirer les pèlerins.

### «Une figure limousine de la sainteté»

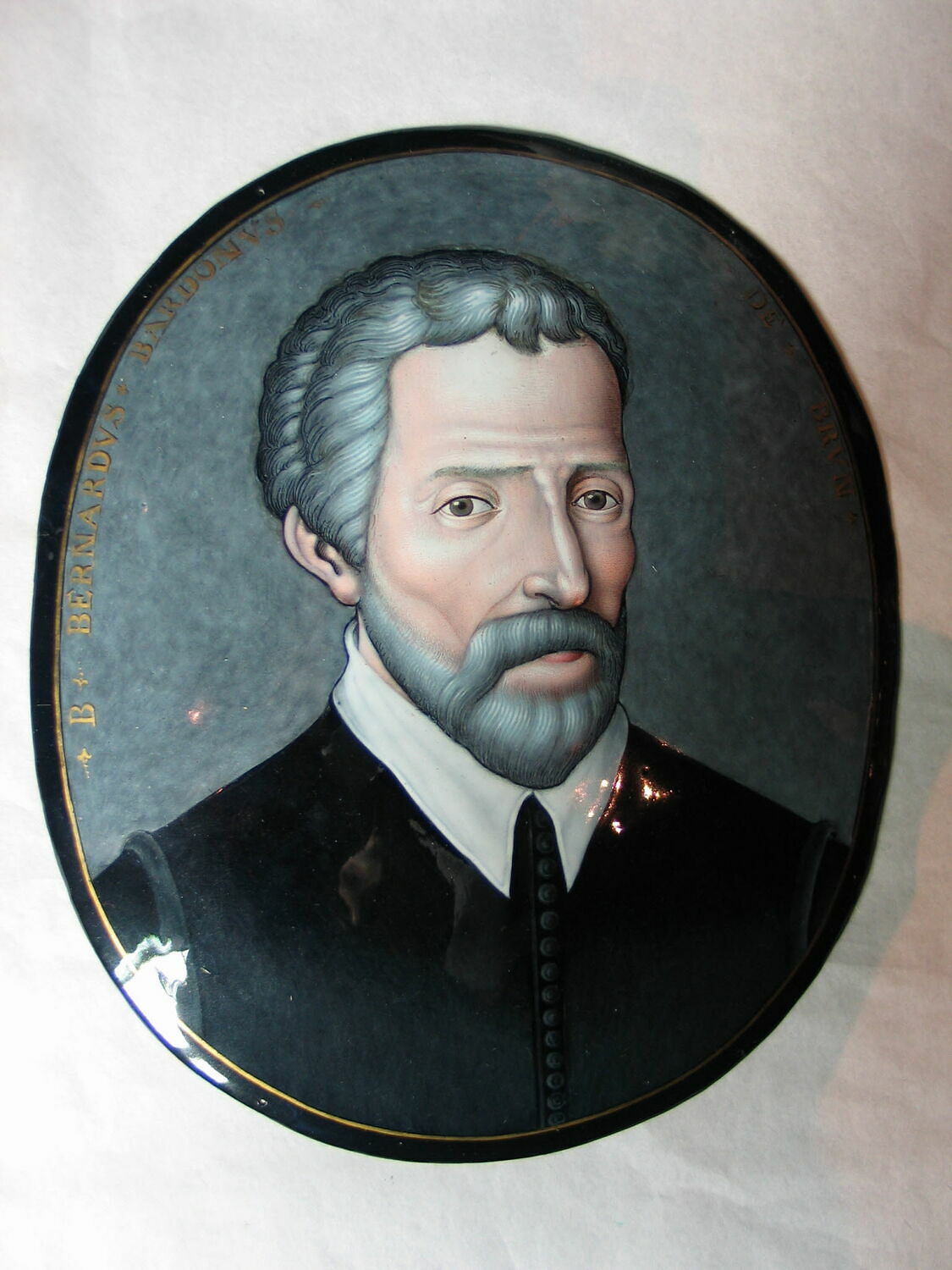
Bernard Bardon de Brun. Plaque émaillée (vers 1650-1700). Œuvre de Jacques Ier Laudin, Limoges. Musée du Louvre.

Même retiré du monde, Bernard Brandon de Brun habite à Limoges et reste accessible aux fidèles. Après sa mort, il appartient au patrimoine religieux de cette ville. Il est le sujet de plusieurs textes à but hagiographique, écrits par différents ecclésiastiques limousins, l'official diocésain Pierre Talois, le jésuite Étienne Petiot, le chanoine Jean Collin et le carme Bonaventure de Saint-Amable. Le 21 avril 1666, son corps est transféré dans une autre sépulture dans l'église paroissiale Saint-Pierre du Queyroix. Ainsi, Bernard Bardon devient au cours du XVIIe siècle, selon l'expression de l'historien Michel Cassan, « une figure limousine de la sainteté » et les textes qui racontent sa vie ont pour but de favoriser sa canonisation.
Bernard Bardon est aussi représenté sur des images. Un tableau anonyme datant du premier quart du XVIIe siècle le montre de trois quarts, habillé d'un surplis, la main droite posée sur une tête de mort et la main gauche tenant une croix,. Cette peinture est reprise dans une gravure en 1680. Dans la seconde moitié du XVIIe siècle, plusieurs plaques émaillées le représentent, une des plus connues étant une œuvre de Jacques Laudin, émailleur réputé. Il est représenté barbu et moustachu, comme un ermite, alors que les prêtres devaient rester glabres.
Toutefois, la procédure de canonisation officielle n'aboutit pas et il reste un simple vénérable, sans devenir officiellement saint. La polysémie de son personnage, à la fois avocat, prêtre et ermite le dessert dans la reconnaissance de sa sainteté, puisqu'il a passé la plus grande partie de sa vie à l'état laïc, considéré comme inférieur à l'état ecclésiastique. Son mysticisme suscite au premier abord la méfiance.
Malgré la prudence de l'Église catholique, les Limousins voient en lui un saint. Au XVIIIe siècle, les élèves du collège des jésuites devenu royal maculent leur papier avec la poussière jugée bénéfique du tombeau de Bernard Bardon, pour mieux réussir leurs examens, et l'abbé Jean-Baptiste Vitrac rédige son éloge. En 1836-1837, dans son Historique monumental de l’ancienne province du Limousin, Jean-Baptiste Tripon signale encore le souvenir de Bernard Bardon dans la notice qu'il consacre à l’église Saint-Pierre du Queyroix.

## Œuvres
- Sainct Jacques : tragoedie repraesentée publiquement à Lymoges par les confrères Pèlerins dudict sainct en l’année 1596 le jour et feste Sainct Jacques 25 juillet, Lymoges, Hugues Barbou, 180 p., in-8 (lire en ligne).

#### Textes à visée hagiographique
- Pierre Talois, Sermon sur la vie exemplaire et la fin bienheureuse de vénerable maistre Bernard Bardon de Brun, prestre de Limoges, décédé le dix neufvieme de janvier, en l'année M. DC. XXV, prononcé en l’église paroissiale de Sainct-Pierre du Queyroir, Limoges, Martial Chapoulaud, 1655, 186 p., in-8.

réédition : Pierre Talois, La vie admirable et exemplaire de M. Bardon de Brun, prestre natif de Limoges, 1660 et 1668.
- Étienne Petiot, La Vie de Monsieur Bernard Bardon de Brun…, Limoges-Bordeaux, 1636.

réédition : Louis Tharaud, La Vie admirable et exemplaire du vénérable Bernard Bardon de Brun, avocat et prêtre de Limoges par le révérend Père PETIOT S.J., Limoges, 1896.
- Jean Collin, « La Vie admirable du Vénérable Bernard Bardon de Brun, prestre de l'église paroissiale de S. Pierre du Queiroix », dans Histoire sacrée de la vie des saints principaux et autres personnes plus vertueuses qui ont pris naissance, qui ont vécu, ou qui sont en vénération particulière en divers lieux du diocèse de Limoges, Limoges, Martial Barbou, 1672, in-8 (lire en ligne), p. 12-25.
- Bonaventure de Saint-Amable, « Éloge du Vénérable Bardon », dans Histoire de S. Martial, apostre des Gaules et principalement de l’Aquitaine et du Limosin, t. III, Clermont, N. Jacquard, 1678-1685 (lire en ligne), p. 833.

#### Études historiques
- S. Baratte, « Bernard Bardon de Brun par Jacques I Laudin, Limoges vers 1627-1695 », dans Département des objets d’art. Nouvelles acquisitions du département des objets d’art, 1995-2002, Paris, Réunion des musées nationaux, 2003, p. 60-61, cat. 26.
- Michel Cassan, « Les multiples vies de Bernard Bardon de Brun (1564-1625) », dans Fabien Salesse (dir.), Le bon historien sait faire parler les silences : Hommages à Thierry Wanegffelen, Toulouse, Presses universitaires du Midi, coll. « Méridiennes », 2012, 410 p. (ISBN 978-2-8107-0983-0, lire en ligne), p. 193–205.
- E. Vincent, « Bardon de Brun », Bulletin de la Société archéologique et historique du Limousin, vol. 86,‎ 1955, p. 111-116.